# Daniel Hunt
Daniel Hunt (ur. 25 lipca 1974 w Liverpoolu) – brytyjski muzyk, autor tekstów piosenek i producent, członek zespołu muzyki elektronicznej Ladytron.

## Życiorys
Urodził się 25 lipca 1974 roku w Liverpoolu. Dorastał w Wirral. W połowie lat 90. XX wieku poznał się z Reubenem Wu, a po wspólnym podróżowaniu i kręceniu płyt w Japonii osiadł w Liverpoolu, gdzie założył wytwórnię płytową Invicta Hi-Fi, był DJ-em oraz założył kilka popularnych i wpływowych imprez w mieście. Na jednej z nich poznał Helen Marnie, a za pośrednictwem wspólnego znajomego poznał Mirę Aroyo. W 1999 roku założył wraz z nimi i Reubenem Wu zespół muzyki elektronicznej Ladytron.
Został głównym autorem tekstów piosenek i producentem zespołu. Występuje jako klawiszowiec, a także jest gitarzystą i DJ-em. Podczas występów na żywo gra na syntezatorach, gitarze i okazjonalnie wykonuje wokale w tle. Wystąpił jako wokalista w dwóch utworach Ladytron, „International Dateline” i „Versus”.
We wrześniu 2003 roku wraz z Reubenem Wu i DJ Revo otworzył w Liverpoolu klub nocny Evol, a we wrześniu 2005 roku wraz z Reubenem Wu bar z restauracją i miejscem koncertowym Korova w Liverpoolu.
Z zespołem Ladytron wydał w latach 2001–2011 pięć albumów: 604, Light & Magic, Witching Hour, Velocifero i Gravity the Seducer, a także koncertował po całym świecie, po czym cała grupa zawiesiła działalność. W 2016 roku wrócił wraz z pozostałymi członkami zespołu do pracy nad ich nowym albumem pn. Ladytron.
Poza występami w Ladytron, śpiewał i grał na gitarze w zespole indierockowym Jules Verne. Był również członkiem zespołu Chevette, a w latach 1998–1999 klawiszowcem zespołu Venini. Grał także z zespołem post-punkowym Pink Industry i brał udział w produkcji EP-ki zespołu Lush z 2016 roku pn. Blind Spot.
Zajmuje się również produkcją utworów dla innych artystów z różnych krajów. Tworzy również oryginalną muzykę do gier wideo i reklam i dla pokazów mody. Komponuje muzykę filmową, w tym we współpracy z islandzkim muzykiem Barði Jóhannssonem do Would You Rather. Był producentem utworów takich artystów, jak Christina Aguilera (album Bionic) i Marina Gasolina, a także remiksował utwory Dave’a Gahana i Paula Wellera, a także zespołów: Soulwax, Placebo, Simian i Blondie. Był również współproducentem debiutanckiego solowego albumu Marnie pn. Crystal World, wydanego w 2013 roku.
Jego ulubionymi artystami bądź zespołami są: My Bloody Valentine, Black Sabbath, Duran Duran, David Bowie, Jean-Michel Jarre, Mantronix, Newcleus i Jonzun Crew.
W 2011 roku poślubił Adrianę. Mieszka w Brazylii, w São Paulo.

## Dyskografia

### Ladytron
- 604 (2001)[1]
- Light & Magic (2002)[1]
- Witching Hour (2005)[1]
- Velocifero (2008)[1]
- Gravity the Seducer (2011)[1]
- Ladytron (2019)[1]
- Time’s Arrow (2023)[1]